# Bulbophyllum hirtum
Bulbophyllum hirtum är en orkidéart som först beskrevs av James Edward Smith, och fick sitt nu gällande namn av John Lindley och Nathaniel Wallich. Bulbophyllum hirtum ingår i släktet Bulbophyllum och familjen orkidéer. Inga underarter finns listade i Catalogue of Life.